# 20839 Bretharrison
20839 Bretharrison è un asteroide della fascia principale. Scoperto nel 2000, presenta un'orbita caratterizzata da un semiasse maggiore pari a 2,6993400 UA e da un'eccentricità di 0,0617087, inclinata di 3,61871° rispetto all'eclittica.